# Лазар Вујаклија
Лазар Вујаклија (Беч, 17. август 1914 — Београд, 24. новембар 1995) био је српски сликар експресионизма и симболизма.

## Биографија
Са напуњених 10 година се преселио у Београд, где је завршио Графичку школу. Похађао је курс цртања и сликања Петра Добровића. Посетио је Париз, Грчку, Италију, Швајцарску и Хиландар у студијским путовањима, на којима је усавршавао свој уметнички рад. Своју инспирацију је налазио у народној, фолклорној и религиозној уметности. Бавио се сликарством, таписеријом, графиком и мурализмом. Био је члан групе „Самостални”, „Децембарске групе”, Удружења ликовних уметника Србије и Графичког колектива. Прву самосталну изложбу је реализовао 1952. године у Београду, а последњу 1985. године. Приредио је укупно 20 самосталних изложби. Насликао је и први мурал у Београду 1970. године, који није остао сачуван.  Његова дела су остала очувана у националним колекцијама. Свој стил је изражавао коришћењем једноставних геометријских симбола дефинисаним црном контуром, палете основних боја и једноставном композицијом дела.
Сахрањен је у Алеји заслужних грађана у Београду.